# مرصد جبل ويلسون
مرصد جبل ويلسون التاريخي هو مرصد فلكي في مقاطعة لوس أنجلس، كاليفورنيا، الولايات المتحدة.
يقع المرصد على قمة ماونت ويلسون والتي بلغ ارتفاعها 5,715 قدم (1,742 متراً) في جبال سان غابرييل بالقرب من باسادينا، كاليفورنيا إلى الشمال الشرقي من لوس أنجلوس.

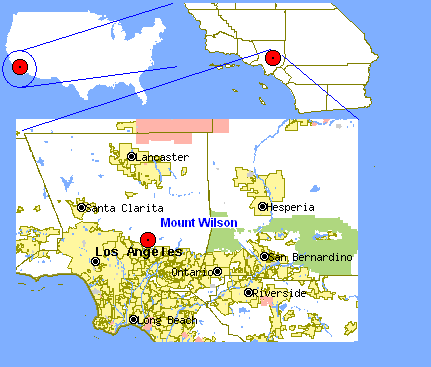
خريطة ماونت ويلسون

## أهميته
يحتوي المرصد على مقرابين تاريخيين مهمين هما:
- مقراب هايل الذي تم بنائه في العام 1908 م.
- مقراب هوكر والذي كان أكبر مقراب في العالم من تاريخ الانتهاء من بنائه عام 1917 م إلى العام 1948 م.[1]

## تأسيسه
اسسه جورج هيل سنة 1904 وهو فلكي أمريكي. وتخصص هذا المرصد منذ البداية في دراسة الشمس، وما زال من المراكز الرائدة في دراسات المجالات المغنطيسية وسرعة الضوء فوق سطح الشمس. ويوجد بالمرصد تلسكوبان مركبان في برجين ارتفاعهما 46 م و18 م. كما يضم المرصد تلسكوبًا عاكسا يبلغ قطر مرآته 152 سم. وقد استخدم التلسكوب الأخير في دراسات تنظير الطيف والدراسات الأخرى المرتبطة بها بهدف استكشاف النجوم والسدم (سحب من الغبار والغازات). وقد تمكن الفلكيون العاملون في هذا المرصد من التوصل إلى العديد من الاكتشافات الفلكية باستخدام تلسكوب عاكس، يبلغ قطر مرآته 254 سم، واستخدمه المرصد، حتى عام 1985 م. فعلى سبيل المثال، اكتشف الفلكي الأمريكي إدوين باول هبل تمدد الكون عن طريق استخدام هذا التلسكوب الفلكي